# La agricultura en Chile y la política agraria chilena
La agricultura en Chile y la política agraria chilena es un libro escrito por el ingeniero agrónomo chileno de origen alemán Adolfo Matthei. El texto fue publicado de forma póstuma en Santiago de Chile el año 1939 por la Editorial Nascimiento, pudiendo considerarse como el trabajo más completo sobre política agraria del autor y uno de los más notables libros sobre esta materia publicados hasta ese momento en el país. Matthei poseía amplia experiencia como especialista en estos temas y se hizo conocido en Chile y el extranjero, sobre todo en Alemania, país donde se publicaron varios de sus estudios.

## La obra

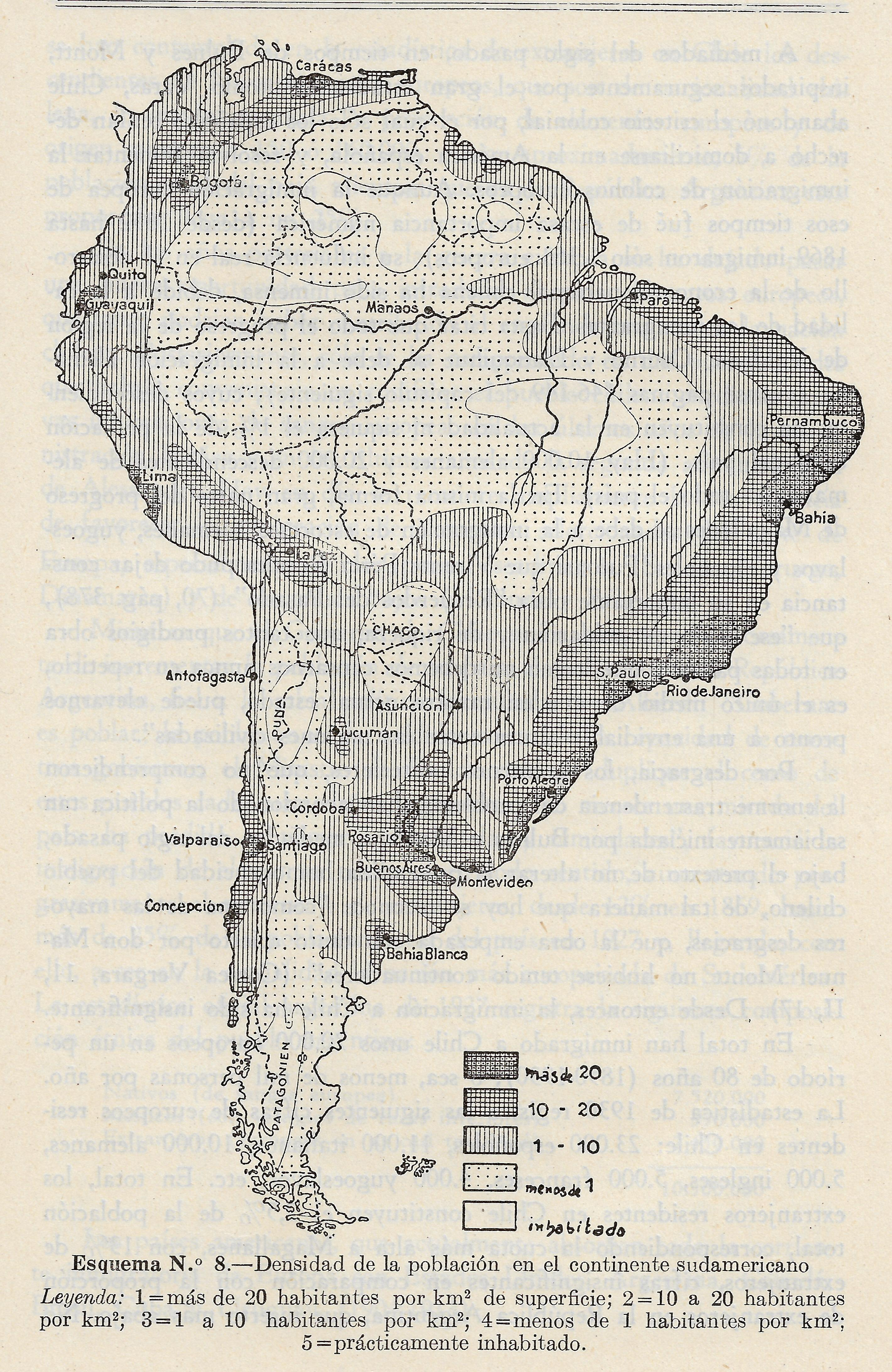
Mapa densidad de población Sudamérica, año 1939. Autor Adolfo Matthei.

El libro se divide en tres partes. La primera incluye elementos de geografía física y humana relacionados con la agricultura en Chile, destacando las observaciones del autor sobre suelos, tema al que otorgó gran importancia, pues según Matthei, para evaluar el potencial agrario de Chile se necesitaba conocer más sobre diversos aspectos relacionados con el suelo. El autor luego se refiere a la sociedad chilena, donde tendió a criticar negativamente la fusión hispano-indígena como base de la población nacional, así como también la introducción de políticas de izquierda en los campos.
La segunda parte del texto es sobre la producción agraria, ganadera y forestal del país. Allí el autor revisó específicamente estas actividades, pronosticando acertadamente en la parte agrícola el futuro potencial de Chile en cuanto a vinos y frutales. Al referirse a la ganadería destacó para los bovinos la gran capacidad pecuaria de la zona sur, especialmente Osorno, señalándole como centro abastecedor de leche y carne para el país. En materia silvícola, Matthei declaró la necesidad de una explotación más racional, junto con la creación de parques nacionales y reservas forestales. En general, esta segunda parte se orientó a señalar la importancia de introducir prácticas más racionales ante el contexto de una cuestionada actividad silvoagropecuaria chilena.
La tercera parte del libro es probablemente la más importante. Aquí el Dr. Matthei analizó la política agraria chilena teniendo en cuenta seis ámbitos: Propiedad, población rural, vías de comunicación, fomento a la agricultura, créditos y política comercial.  Destacan especialmente la inclinación del autor hacia la realización de una reforma agraria, pues consideraba que los terratenientes poseían más tierras de las que podían trabajar racionalmente, así como también el estímulo hacia la inmigración con europeos, esto al tomar como antecedente la experiencia de la inmigración alemana entre Valdivia y Llanquihue a mediados del siglo XIX. En esta tercera parte del libro sobresale un juicio negativo hacia la acción estatal en política agraria, pues según Matthei, el Estado actuaba sin ninguna planificación y además estaba influenciado por la corrupción de intereses partidistas e individuales.
A modo de conclusión, el libro finaliza con un resumen crítico y un plan de política agraria propuesto por Matthei. El autor reiteró allí su juicio negativo hacia la acción estatal, proponiendo enseguida una serie de medidas de reorganización donde sobresalen un fuerte rol del Estado y la formación de corporaciones de productores que contaran con representación política directa. Las ideas del Dr. Matthei, en concordancia con una especie de “tercera vía” situada entre el capitalismo y socialismo, se pueden comprender mejor al tener en cuenta su militancia política como uno de los más notables miembros del Movimiento Nacional-Socialista Chileno, partido por el cual se presentó como candidato a diputado por la zona de Chiloé en las elecciones parlamentarias de 1937, sin resultar electo. 

## Repercusión social
En general, se puede afirmar que esta publicación tuvo una repercusión más académica antes que influencia directa en las políticas públicas de su época. Si bien hoy algunas afirmaciones contenidas en el libro pueden ser objeto de discusión, no resulta menos cierto que aquel trabajo en varios aspectos se adelantó al rumbo que prosiguió durante décadas siguientes la actividad silvoagropecuaria en el país. “La agricultura en Chile y la política agraria chilena” puede considerarse como una obra fundamental para la comprensión de los problemas agrarios de la primera mitad del siglo XX en Chile, en tanto su relectura puede contribuir hoy a una reflexión informada respecto a los antecedentes de una actividad silvoagropecuaria actualmente marcada por las exigencias del desafío alimentario y desarrollo sustentable.